# 's-Graventafel

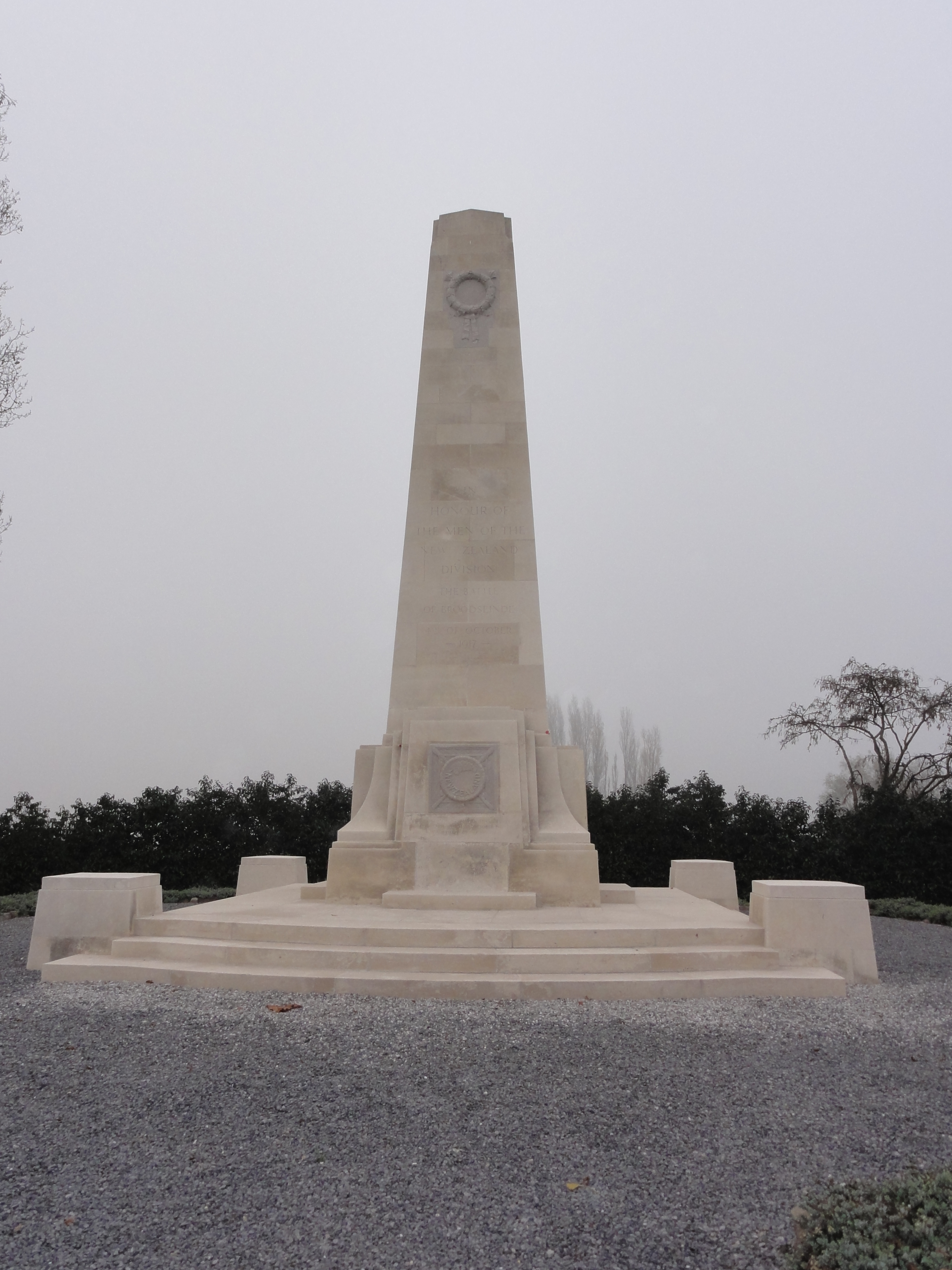
New Zealand Memorial

 's-Graventafel is een gehucht nabij de tot de West-Vlaamse gemeente Zonnebeke behorende plaats Passendale, gelegen ten zuidwesten van deze plaats.
's-Graventafel was in de feodale tijd een leengoed, en er stond een herberg. In 1710 werd voor het eerst melding gemaakt van de  's-Graventafelmolen.
Het gehucht speelde een rol in de Eerste Wereldoorlog. Het lag namelijk op een strategische hoogte, die behoorde tot de Midden-West-Vlaamse Heuvelrug.
Tijdens de Eerste Slag om Ieper was het enkele dagen in bezit van de Duitsers, maar Franse troepen heroverden de hoogte. Na de Tweede Slag om Ieper lag het te midden van de Duitse verdedigingslinies. Tijdens de Derde Slag om Ieper (2e helft 1917) trachtten de geallieerden het Duitse front te doorbreken. Op 4 oktober 1917 vond de Slag bij Broodseinde plaats. Hierbij werd 's-Graventafel door Nieuw-Zeelandse troepen veroverd. Op 9 oktober (Slag bij Poelkapelle) hebben Britse troepen (49th Division) aangevallen en hebben enorme verliezen geleden, op 12 oktober (1ste Slag bij Passendale) hebben de Nieuw-Zeelanders opnieuw aangevallen en in minder dan 4 uur tijd 2700 soldaten verloren. Op 12 oktober 1917 had Nieuw-Zeeland het hoogste aantal doden op één dag sinds zijn ontstaan tot op vandaag. Hierna werden ze afgelost door de Canadezen.
De windmolen werd vernield. De Nieuw-Zeelandse troepen werden herdacht met een monument, het New Zealand Memorial, dat in 1924 werd onthuld.